# Фогельзанг, Томас
То́мас Фо́гельзанг (нем. Thomas Vogelsang) — немецкий кёрлингист.

## Достижения
- Чемпионат Германии по кёрлингу среди мужчин: золото (1986, 1989), серебро (1988), бронза (1987).[3][4]
- Чемпионат Германии по кёрлингу среди юниоров: бронза (1982).[4]

## Команды
| Сезон   | Четвёртый   | Третий    | Второй     | Первый           | Запасной                         | Турниры                      |
| ------- | ----------- | --------- | ---------- | ---------------- | -------------------------------- | ---------------------------- |
| 1985—86 | Роланд Йенч | Ули Сутор | Чарли Капп | Томас Фогельзанг | Руди Ибальд тренер: Отто Даниели | ЧМ 1986 (9 место)            |
| 1986—87 | Роланд Йенч | Ули Сутор | Чарли Капп | Томас Фогельзанг |                                  | ЧЕ 1986 (6 место)            |
| 1988—89 | Роланд Йенч | Ули Сутор | Чарли Капп | Томас Фогельзанг | Андреас Капп (ЧМ)                | ЧГМ 1989 · ЧМ 1989 (8 место) |

(скипы выделены полужирным шрифтом)

## Частная жизнь
Вне кёрлинга работает фотографом. Проживает в США.
Окончил Мюнхенский технический университет (физический факультет).
Работает в корпорации Rambus.